# 三塘乡 (余干县)
三塘乡，是中华人民共和国江西省上饶市余干县下辖的一个乡镇级行政单位。

## 行政区划
三塘乡下辖以下地区：
三塘村、洪埠村、榨下村、三畈村、沾渡村、赤岗村、石柱村、大口村、桥头村、濠湖村、新桥村、赤岸村、联兴村、畈程村、蔡垄村、腾溪村、三房村、源头村、后湖村、明湖村、上曹村、神埠村、松山村、刘家村、塘西村、冷井村、上谭村、下谭村和三溪村。